# Hemisphaerius cervinus
Hemisphaerius cervinus är en insektsart som beskrevs av Walker 1870. Hemisphaerius cervinus ingår i släktet Hemisphaerius och familjen sköldstritar. Inga underarter finns listade i Catalogue of Life.